# Georg Naue
Georg Naue (fl. XX secolo) è stato un velista tedesco.
Partecipò ai giochi della II Olimpiade di Parigi nel 1900 a bordo di Aschenbrödel, con cui vinse una medaglia d'oro nella seconda gara della classe da una a due tonnellate e una medaglia d'argento nella classe aperta. Prese parte anche alla gara olimpica da mezza a una tonnellata, dove però la sua imbarcazione fu squalificata.

## Palmarès
| Anno | Manifestazione | Sede   | Evento         | Risultato |
| ---- | -------------- | ------ | -------------- | --------- |
| 1900 | Olimpiadi      | Parigi | Classe 1-2 ton | Oro       |
| 1900 | Olimpiadi      | Parigi | Classe open    | Argento   |